# سومير موروهوشي
سومير موروهوشي (باليابانية: 諸星 すみれ) مواليد 23 أبريل 1999، هي مؤدية أصوات يابانية بدأت نشاطها عام 2006.

## الأعمال

### أنمي
- ريد غاردن
- الخيميائي الفولاذي
- أميرة القناديل - كلارا
- رئيسة مجلس الطلبة نادلة!
- إينوياشيكي - شيون واتانابي
- هايكيو - هيتوكا ياتشي
- نيفرلاند - إيما

### أفلام أنمي
- الصبي والوحش - تشيكو

### ألعاب فيديو
- فاينل فانتسي تايب-0
- رجوع لايتنينغ: فاينل فانتسي XIII

### الدبلجة
- 2012
- قصص ما قبل النوم
- أنشودة عيد الميلاد
- آل كروودز
- الحالة المحيرة ل بنجامين بتن
- الظلال الداكنة
- هاري بوتر ومقدسات الموت – الجزء 2
- بداية
- بينجمي
- أسطورة الحراس: بومة غهول
- المنزل المتوحش
- بحر من الوحوش
- الأميرة والضفدع
- صوت الموسيقى
- أطفال جواسيس: كل الوقت في العالم
- ركوب الأمواج
- رابونزل
- حكاية لعبة 3
- المتحولون
- حرب
- دون أثر
- رالف المدمر

## وصلات خارجية
- سومير موروهوشي على موقع IMDb (الإنجليزية)
- سومير موروهوشي على موقع ألو سيني (الفرنسية)
- سومير موروهوشي على موقع ميوزك برينز (الإنجليزية)
- سومير موروهوشي على موقع ديسكوغز (الإنجليزية)
- سومير موروهوشي على موقع قاعدة بيانات الفيلم (الإنجليزية)
- سومير موروهوشي على موقع كينوبويسك (الروسية)
- سومير موروهوشي على موقع ANN person (الإنجليزية)